# Association française pour l'étude du sol
 (novembre 2021).
Si vous disposez d'ouvrages ou d'articles de référence ou si vous connaissez des sites web de qualité traitant du thème abordé ici, merci de compléter l'article en donnant les références utiles à sa vérifiabilité et en les liant à la section « Notes et références ».
L’Association française pour l’étude du sol (AFES) est une association loi de 1901 qui a pour objectif de promouvoir la discipline science du sol, appelée pédologie (du grec pedon = sol).
L'association a été créée en 1934 et ses statuts ont été revus 2007. Elle est déclarée en préfecture du Loiret. L’association a rang de Comité National Français de Science du Sol[réf. nécessaire] auprès du Comité Français des Unions scientifiques Internationales (COFUSI), structure placée auprès de l’Académie des sciences et qui a pour objet de soutenir les associations scientifiques du pays.
Elle est dirigée par un conseil d’administration de 20 personnes et par un bureau comprenant principalement un président, des vice-présidents, un secrétaire général et un trésorier. Elle comprend environ 500 adhérents et environ 1 500 personnes affiliées à ses listes mails sur lesquelles l’inscription est gracieuse (forum de discussions, annonce des thèses, annonces d’emploi dans le secteur, nouvelles diverses…).

## Actions
Les principales actions de l’AFES sont les suivantes, outre le maintien des listes mails et la rédaction d’une Lettre interne :
- édition de la revue scientifique et technique Étude et Gestion des Sols (EGS), trimestrielle ;
- maintien d’un site web ;
- organisation de journées spécialisées, congrès nationaux et internationaux sur des thèmes touchant les sols, leurs fonctions, leur protection, leur utilisation ;
- organisation d’excursions relatives aux sols dans les régions (jusqu'à 8 ou 9 par an); organisation d'écoles thématiques au laboratoire ou sur le terrain ;
- distribution de bourses « Demolon » destinées à subventionner la participation de jeunes à des congrès ;
- soutiens de différentes natures à l’édition scientifique en français dans la discipline : subventions, groupes de rédaction, publicité gracieuse…
- mise en relation des scientifiques et utilisateurs de la discipline, relations avec les Ministères français, relation avec la communauté internationale en particulier l’Union of Soil Science (IUSS).

## Problématique
Les principaux problèmes qui affectent actuellement les sols de France sont les suivants:
- Consommation excessive de terres pour les constructions (habitations, voies de communications, infrastructures diverses). Cela représente  une perte d’environ 150 ha par jour c’est-à-dire un million et demi de mètres carrés définitivement soustraits à la nature ! Il est évident que cela ne peut pas continuer sur une planète où une partie de l’humanité meurt de faim alors que les ressources en sols y sont strictement limitées. L’augmentation considérable des rendements agricoles dans les cent dernières années a permis de pallier cette diminution des surfaces, mais récemment ces rendements ont commencé à plafonner en France…
- Pollution des sols par toutes sortes de produits : résidus de pesticides et  excès d’engrais phosphatés (agriculture),  résidus pétroliers et chimiques divers (industrie), métaux lourds comme ceux qu’on trouve dans les piles, les batteries, les résidus d’ordinateurs (déchets des villes). Bref, tout le monde pollue sans penser que le sol doit exercer sa fonction de filtre pour les eaux de source que nous buvons et sa fonction de garde-manger pour les plantes que nous consommons ; la pollution des sols risque donc de nous revenir en boomerang.
- Érosion des sols. L’agriculture qui met les sols à nu lors des labours ou sous les plantes sarclées (maïs, vigne, etc.) favorise entraînement de la terre par l’eau pluviale dès qu’il y a un peu de pente. L’érosion du sol qui en résulte est la plus souvent insidieuse. Les calculs montrent qu’il faut souvent plusieurs siècles pour éroder un sol jusqu’à sa racine c’est-à-dire jusqu’à la roche qui est dessous. Ce n’est pas une raison pour ne pas s’en préoccuper. Par exemple, une partie du terroir cultivé à l’époque de la Gaule romaine a disparu et a été remplacé par de la garrigue et du maquis lesquels poussent directement dans la roche. Plus question de cultiver quoi que ce soit dans ces zones !

Certes les chercheurs et responsables étudient ces questions et s’efforcent de trouver des solutions. Mais le citoyen doit être informé des risques. Cela concerne son avenir, les financements via ses impôts et aussi sa responsabilité car son action de tous les jours peut aggraver ou minorer les dégâts. D'un autre côté, il est juste d'ajouter que l'action de l'Homme a souvent été positive sur les sols : construction de murets de soutènement et nivellement, épierrage, fertilisation, irrigation de zones sèches, drainage de terres humides avant cela improductives et insalubres...
L’AFES se préoccupe de ces questions et a justement pour vocation d’être un relai à l’interface entre monde de la recherche et grand public.